# Apache Cocoon
Apache Cocoon, ook wel Cocoon genaamd, is een webontwikkelingsframework en contentmanagementframework waarbij gebruikgemaakt wordt van componenten. Het framework zelf is gebouwd met de programmeertaal Java en maakt voornamelijk gebruik van XML en XSLT. Hierbij wordt de logica, de inhoud en de opmaak van elkaar gescheiden gehouden.
Cocoon werkt met het concept pipelines. Een pipeline is een component, deze componenten kunnen als LEGO-blokjes gebruikt worden. Op deze manier kan een webapplicatie gebouwd worden zonder te programmeren in Java.
Cocoon kan veel databronnen met elkaar verbinden, zoals bestandssystemen, relationele database management systemen, het LDAP-protocol, native XML-databases, SAP®-systemen en netwerk-gebaseerde databronnen. Data uit verschillende systemen kan geïntegreerd worden, en in verschillende formaten, zoals HTML, WML, PDF, SVG en RTF worden getransformeerd.